# Parsifal (film, 1951)
Pour les articles homonymes, voir Parsifal (homonymie).
Pour plus de détails, voir Fiche technique et Distribution.
Parsifal est un film espagnol réalisé par Daniel Mangrané et Carlos Serrano de Osma, sorti en 1951. C'est une adaptation de l'opéra Parsifal de Richard Wagner.

## Fiche technique
- Titre : Parsifal
- Réalisation : Daniel Mangrané et Carlos Serrano de Osma
- Scénario : Daniel Mangrané, José Antonio Pérez Torreblanca et Carlos Serrano de Osma
- Photographie : Cecilio Paniagua
- Montage : Antonio Cánovas
- Production : Daniel Mangrané
- Société de production : Selecciones Capitolio
- Société de distribution : Selecciones Huguet (Espagne), Studio Films (États-Unis)
- Pays :  Espagne
- Genre : Drame, fantastique et romance
- Durée : 95 minutes
- Dates de sortie : 
  -  Espagne : 21 décembre 1951

## Distribution
- Gustavo Rojo : Perceval
- Ludmila Tcherina : Kundry
- Félix de Pomés : Klingsor
- Jesús Varela : le nain
- Ángel Jordán : Roderico
- José Luis Hernández : Perceval enfant
- Teresa Planell : la vieille femme
- Alfonso Estela : Anfortas
- Carlo Tamberlani : Gurnemancio
- José Bruguera : Titurel
- Ricardo Fusté : Alisan
- Nuria Alfonso : Colère
- Tony Domenech : Gourmandise
- Rosa Monero : Paresse
- Elena Montevar : Jalousie
- Carmen Zaro : Envie
- Carmen de Lirio : Orgueil
- Josefina Ramos : Luxure

## Distinctions
Le film a été présenté en sélection officielle en compétition au Festival de Cannes 1952.